# Светислав Голубовић Митраљета
Светислав Голубовић — Цвејко, Митраљета (Батајница, код Земуна, 1917 — Велика Ремета, код Ирига, 25. август 1942) био је учесник Народноослободилачке борбе.

## Биографија
Рођен је 1917. године у Батајници. Потиче из сиромашне сељачке породице, имао је три брата и две сестре. Завршио је три разреда гимназије. После тога је пошао на изучавање заната, али га није никада изучио. До одласка у војску, 1939. године, обрађивао је земљу с осталом браћом.
У селу је живело неколико прокомунистички оријентисаних студената и ђака, који су га упознали с комунистичким идејама. У Батајници је постојала и библиотека с марксистичким и другим књигама. Цвејко је постао редован читалац библиотеке. Посебно је на њега оставио утисак роман „Мати“ Максима Горког. И сам је почео да купује књиге.
У војсци се спријатељио с неколико напредних другова. Са њима је Цвејко разговарао о Совјетском Савезу и о комунизму, због чега су 3. јула 1940. године, наредбом команданта Треће ваздухопловне базе, осуђени на тридесет дана затвора.
После одслужења војног рока Цвејко је извесно време био без посла. Касније се запослио у Новом Саду, где је радио све до рата. Сваке суботе долазио је кући у Батајницу.

### Окупација
После окупације Краљевине Југославије Цвејко и његов друг, из детињства, Ратко Бокун укључили су се преко Димитрија Марчетића Дише у Народноослободилачки покрет. Крајем јула 1941. године формирана је у Батајници партијска ћелија Комунистичке партије Југославије, коју су сачињавали: Ратко Бокун, као секретар ћелије, Рада Обрадовић, као секретар СКОЈ-а и Светислав Голубовић Цвејко, одговоран за војна питања.
Цвејкова кућа постала је све више стециште за активисте Народноослободилачког покрета. Међу многима који су се ту скривали од лета 1941. године па надаље су: Андрија Хабуш, Силвестер Фогл, Драган Рајнперх, Анка Даус, Милка Бобинац и други. Крајем 1941. и почетком 1942. године ту су боравили: Аћим Груловић, Јован Веселинов Жарко и Станка Мунћан-Веселинов Сека, руководиоци НОП-а у Срему. Поред тога у његову кућу су често навраћали Јанко Лисјак, Стеван Дукић, Пал Шоти, Урош Остојић и други руководиоци НОП-а у земунском срезу.

### Прва акција
После оснивања партијске ћелије КПЈ Цвејко, који је био одговоран за војна питања, одмах је приступио формирању месних ударних десетина. Прва акција је изведена почетком августа 1941. године. То је било сечење телефонских жица на прузи Батајница-Земун. У њој су учествовали: Цвејко, његов брат Перица, Рада Обрадовић, Рада Вујчић, Срета Марковић и Пера Бајац. После тога врло често су на тој релацији, затим на друмовима Батајница-Угриновци и Батајница-Стари Бановци, и на пругама Батајница-Стара Пазова и Батајница-Добановци, сечене телефонске и телеграфске жице и бандере.
Половином августа 1941. године упаљено је жито на једном немачком салашу преко Дунава у риту, у чему су учествовали Цвејко, његов брат Перица, Иван Мађар, Срета Марковић и неколико радника из рита. Цвејко је уживао велику популарност код људи. Био је без порока и успевао је личним примером и опхођењем да окупи у НОП велики број Батајничана. По кућама је често држао масовне конференције на којима се окупљало од 15 до 20 људи.

### Митраљета
Био је веома активан и на прикупљању оружја. Своју митраљету је набавио уз помоћ Раде Обрадовића. Један митраљез који су земунски активисти украли из „фабрике Змај“, њих двојица су пренели, растављен у делове, бициклом у Батајницу. Касније је склопљени митраљез пребачен у Сремско-подунавски партизански одред. Поред тога, набавио је велику количину другог оружја.
Јула 1942. године са Фрушке горе сишле су у земунски срез групе партизана Подунавског и Фрушкогорског партизанског одреда које су са сеоским месним десетинама вршиле акције на том терену. Скоро у свим тим акцијама учествовао је и Цвејко са својом митраљетом, уливајући код осталих учесника самопоуздања, а код непријатеља страх.
После акције, која је изведена у Шимановцима у ноћи између 28. и 29. јула 1942. године, Цвејко је добио надимак „Митраљета“. У тој акцији учествовале су партизанске десетине Радише Опарушића Станка и Милана Степановића Матроза, чланови месне партијске организације и месне десетине из Шимановаца, као и Цвејко који је тим поводом дошао из Батајнице. У овој акцији партизани су запленили преко тридесет пушака, око три хиљаде метака, петнаест ручних бомби и друго. Митраљета се такође истакао и у акцији у селу Деч, 5. августа 1942. године. У обе акције показао се као спретан борац и одличан извршилац, испољивши изузетну храброст и присебност.
Када се партизан Хасан, борац Подунавског партизанског одреда, тешко разболео Цвејко га је одвео до доктора Звонка Павелића, који га је лечио у кући Цвејкових родитеља. Приликом усташке рације болесни партизан је откривен и у борби с усташама погинуо. После овог догађаја Цвејко и његова браћа Жарко и Перица су прешли у илегалност, а потом су, са групом бораца, отишли у Подунавски одред, на Фрушку гору. Неколико дана после њиховог одласка у партизане почела је велика немачка офанзива на Фрушкогорске партизане.

### Погибија
Када је од Велике Ремете откривен покрет Немаца, Штаб одреда им је послао у сусрет један вод партизана. Митраљета који се тада налазио у Штабу одреда одлучио је да крене с водом. Ишли су журно и прилично бучно у колони. Одједном је опалио рафал, из митраљеза, с бока из непосредне близине. Смртно погођени падоше три челна партизана.
Један је био Павле Зарић Кинг (1918—1942), из Нових Карловаца, ђак земунске гимназије, а уочи рата студент ветерине. Други је био Васа Војнић Црни (1913—1942) из Чортановаца, курир Подунавског одреда. Трећи је био Светислав Голубовић Цвејко „Митраљета“. Погинуо је са својом митраљетом на грудима.
Општински СУБНОР Земун на његовој родној кући је 1951. поставио спомен-плочу, а његово име је дуги низ година (до 2004) носила улица у којој се налази његова родна кућа. Основна школа у Батајници, основана 1969. године носи његово име.